# Kap Agassiz
Das Kap Agassiz ist die östliche Landspitze der Hollick-Kenyon-Halbinsel, eines schmalen und unter Eis begrabenen Landstreifens, der zwischen dem Mobiloil Inlet und dem Revelle Inlet von der Gebirgsachse der Antarktischen Halbinsel nach Osten in das Weddell-Meer hineinragt. In gerader Linie mit dem auf der Westseite der Antarktischen Halbinsel gelegenen Kap Jeremy bildet es die Grenze zwischen dem nördlich gelegenen Grahamland mit der Bowman-Küste und dem Palmerland mit der Wilkins-Küste im Süden.
Entdeckt wurde es im Dezember 1940 durch Wissenschaftler der United States Antarctic Service Expedition (1939–1941), die es nach dem US-amerikanischen Geographen W. L. G. Joerg (1885–1952) benannten. Auf Joergs Veranlassung hin benannte das Advisory Committee on Antarctic Names das Kap 1947 nach dem schweizerisch-US-amerikanischen Naturforscher Louis Agassiz (1807–1873) um.